# Carl-Magnus Dellow
Carl-Magnus Dellow, under en period Carlmagnus Dellow, ursprungligen Andersson, född 25 oktober 1951 i Valleberga, är en svensk skådespelare.

## Biografi
Dellow anslöt sig till teatersällskapet Proteus, där han lärde sig grunderna i skådespeleriet. Han fortsatte studera vid Scenskolan i Stockholm 1974–1977 och efter examen engagerades han vid Norrbottensteatern. Han har varit engagerad vid Folkteatern i Gävle, Turteatern i Stockholm och från 1988 vid Dramaten. 1982 mottog han Teaterförbundets Daniel Engdahl-stipendium. Han spelade i Teater Galeasens omtalade uppsättning av pjäsen Vår klass säsongen 2013/14.
Han är gift med operasångerskan Eva Österberg.

## Filmografi
- 1986 – Affären Ramel (TV-serie)
- 1987 – Mälarpirater
- 1987 – Titties salong (TV-serie)
- 1989 – Tre kärlekar
- 1992 – Ha ett underbart liv
- 1992 – Söndagsbarn
- 1993 – Kådisbellan
- 1993 – Backanterna
- 1993 – Mannen på balkongen
- 1993 – Sunes sommar
- 1994 – Jönssonligans största kupp
- 1994 – Tre kronor (TV-serie)
- 1994 – Snutarna (TV-serie)
- 1995 – En nämndemans död (TV-serie)
- 1995 – Rederiet (TV-serie)
- 1995 – Anna Holt - polis (TV-serie)
- 1997 – Emma åklagare (TV-serie)
- 1997 – Reine & Mimmi i fjällen
- 1997 – Dö en smula
- 1998 – Pistvakt – En vintersaga
- 1999 – C/o Segemyhr (TV-serie)
- 2000 – Pistvakt - Den andra vintern
- 2000 – Bildmakarna
- 2001 – Hamilton (TV-serie)
- 2003 – Hem till Midgård
- 2005 – Pistvakt
- 2006 – LasseMajas detektivbyrå (TV-serie)
- 2006 – Möbelhandlarens dotter (TV-serie)
- 2011 – Solsidan (TV-serie)
- 2011 – Tjuvarnas jul (TV-serie)
- 2020 – Atlantic Crossing (TV-serie) (som Gustaf V av Sverige)

## Teater

### Roller
| År   | Roll                                                                                               | Produktion                                                                       | Regi                  | Teater                    |
| ---- | -------------------------------------------------------------------------------------------------- | -------------------------------------------------------------------------------- | --------------------- | ------------------------- |
| 1974 | | Den unge Werthers nya lidanden (Die neuen Leiden des jungen W.) Ulrich Plenzdorf | Ulf Gran              | Teater Proteus            |
| 1976 | | Gruffet i Chiozza Carlo Goldoni                                                  | Rudolf Penka          | Katarinateatern           |
| 1980 | Petruchio                                                                                          | Så tuktas en argbigga (The Taming of the Shrew) William Shakespeare              | Katariina Lahti       | Norrbottensteatern        |
| 1983 | Adam John                                                                                          | Du sköna nya paradis Katariina Lahti                                             | Katariina Lahti       | Norrbottensteatern        |
| 1985 | August                                                                                             | Ett litet drömspel Staffan Westerberg                                            | Finn Poulsen          | Folkteatern i Gävleborg   |
| 1985 | Karantänmästaren                                                                                   | Ett drömspel August Strindberg                                                   | Peter Oskarson        | Folkteatern i Gävleborg   |
| 1985 | | På pottkanten (On purge bébé/Il reduce) Georges Feydeau/Ruzante                  | Håkan Bjerking        | Fågel Blå                 |
| 1986 | Kavaljeren                                                                                         | Mirandolina (Die Wirtin) Peter Turrini                                           | Johan Huldt           | Turteatern                |
| 1987 | Timmy                                                                                              | Miraklet (The Well of the Saints) John Millington Synge                          | Johan Huldt           | Turteatern                |
| 1988 | Judas Ung man i salongen Dismas                                                                    | Mästaren och Margarita Michail Bulgakov                                          | Jurij Ljubimov        | Dramaten                  |
| 1990 | Greve Rudman                                                                                       | Amorina Carl Jonas Love Almqvist                                                 | Peter Stormare        | Dramaten                  |
| 1991 | Smeden Aslak Böjgen Dåre Aslak                                                                     | Peer Gynt Henrik Ibsen                                                           | Ingmar Bergman        | Dramaten                  |
| 1993 | Den fullständigt obekante                                                                          | Rummet och tiden Botho Strauss                                                   | Ingmar Bergman        | Dramaten                  |
| 1995 | Polischefen Pamp Fyllo Svikare Hov                                                                 | Vigseln Witold Gombrowicz                                                        | Karl Dunér            | Dramaten                  |
| 1997 | Lopachin                                                                                           | Körsbärsträdgården Anton Tjechov                                                 | Peter Langdal         | Dramaten                  |
| 1998 | Julius Jaenzon                                                                                     | Bildmakarna Per Olov Enquist                                                     | Ingmar Bergman        | Dramaten                  |
| 1999 | Le Bret                                                                                            | Cyrano de Bergerac Edmond Rostand                                                | Ronny Danielsson      | Dramaten                  |
| 2004 | Pagodvakten                                                                                        | Tre knivar från Wei Harry Martinson                                              | Staffan Valdemar Holm | Dramaten                  |
| 2008 | Nils                                                                                               | Svenskt landskap med kinesiska detaljer Lucas Svensson                           | Carolina Frände       | Dramaten                  |
| 2010 | Gonzalo                                                                                            | Stormen William Shakespeare                                                      | John Caird            | Dramaten                  |
| 2015 | Ardalion                                                                                           | Idioten Mattias Andersson efter Fjodor Dostojevskij                              | Mattias Andersson     | Dramaten                  |
| 2018 | Aslak Solveigs pappa Troll 1 En grönklädd kvinna – gammal Ballon En norsk skeppare En knappstöpare | Peer Gynt Henrik Ibsen                                                           | Michael Thalheimer    | Dramaten                  |
| 2018 | Gustav                                                                                             | Fordringsägare August Strindberg                                                 | Johan Wahlström       | Dramaten/ Teater Galeasen |
| 2019 | E                                                                                                  | Andante Lars Norén                                                               | Lars Norén            | Dramaten                  |
| 2020 | Aslak Solveigs pappa Troll 1 En grönklädd kvinna – gammal Ballon En norsk skeppare En knappstöpare | Peer Gynt Henrik Ibsen                                                           | Michael Thalheimer    | Dramaten                  |

### Fotnoter
1. 1 2 3  ”Carl-Magnus Dellow”. Svensk Filmdatabas. http://www.sfi.se/sv/svensk-filmdatabas/Item/?type=PERSON&itemid=176412&ref=%2ftemplates%2fSwedishFilmSearchResult.aspx%3fid%3d1225%26epslanguage%3dsv%26searchword%3dCarl-Magnus+Dellow%26type%3dPerson%26match%3dBegin%26page%3d1%26prom%3dFalse. Läst 21 februari 2013.
2. ↑  Ruth Halldén (6 juni 1974). ”'Werthers nya lidanden': Aktuell och väsentlig”. Dagens Nyheter:  s. 18. https://arkivet.dn.se/tidning/1974-06-06/151/18. Läst 13 februari 2022.
3. ↑  Bengt Jahnsson (27 november 1976). ”Premiär på nya Katarina Teatern: Intressant uppsättning av Goldonis 'Gruffet'”. Dagens Nyheter:  s. 21. http://arkivet.dn.se/tidning/1976-11-27/323/21. Läst 16 september 2017.
4. ↑  Niklas Rådström (12 oktober 1980). ”Bländande 'Argbigga'”. Dagens Nyheter:  s. 16. https://arkivet.dn.se/tidning/1980-10-12/279/16. Läst 11 maj 2024.
5. ↑  Bengt Jahnsson (6 mars 1983). ”Det eviga i Norrland”. Dagens Nyheter:  s. 18. https://arkivet.dn.se/tidning/1983-03-06/63/18. Läst 11 maj 2024.
6. 1 2  Bengt Jahnsson (28 januari 1985). ”Oskarsons regi offrar skådespelarna”. Dagens Nyheter:  s. 22. https://arkivet.dn.se/tidning/1985-01-28/27/22. Läst 23 januari 2022.
7. ↑  Marcus Boldemann (11 oktober 1985). ”Levande 1500-talsfars”. Dagens Nyheter:  s. 20. https://arkivet.dn.se/tidning/1985-10-11/11175-277/20. Läst 11 maj 2024.
8. ↑  Tove Ellefsen (23 mars 1986). ”Sanslöst roligt i förort”. Dagens Nyheter:  s. 18. https://arkivet.dn.se/tidning/1986-03-23/11171-80/18. Läst 11 maj 2024.
9. ↑  Bengt Jahnsson (2 februari 1987). ”Djävul och helgon på TURTeatern”. Dagens Nyheter:  s. 20. https://arkivet.dn.se/tidning/1987-02-02/31/20. Läst 11 maj 2024.